# Pareclipsis umbrata
Pareclipsis umbrata är en fjärilsart som beskrevs av W. Warren 1893. Pareclipsis umbrata ingår i släktet Pareclipsis och familjen mätare. Inga underarter finns listade i Catalogue of Life.